# نیکولای کیار
نیکولای کیار (نروژی: Nicolai Kiær; ۲ آوریل ۱۸۸۸ – ۲۹ مهٔ ۱۹۳۴) ژیمناست هنری اهل نروژ بود.